# Epidendrum cardiophyllum
Epidendrum cardiophyllum är en orkidéart som beskrevs av Friedrich Fritz Wilhelm Ludwig Kraenzlin. Epidendrum cardiophyllum ingår i släktet Epidendrum och familjen orkidéer. Inga underarter finns listade i Catalogue of Life.